# Fortel-en-Artois
Fortel-en-Artois település Franciaországban, Pas-de-Calais megyében. Lakosainak száma 215 fő (2022. január 1.). Fortel-en-Artois Boubers-sur-Canche, Ligny-sur-Canche, Nœux-lès-Auxi, Vacquerie-le-Boucq, Villers-l’Hôpital, Boffles és Bonnières községekkel határos.

## Népesség
A település népességének változása:
| Lakosok száma | 219  | 213  | 214  | 211  | 212  | 214  | 216  | 215  | 215  |
|               | 2013 | 2015 | 2016 | 2017 | 2018 | 2019 | 2020 | 2021 | 2022 |